# Hlavěnkový sirup
Hlavěnkový sirup (také ipekakový sirup) je léčivo, jehož účinná složka pochází z oddenku a kořene hlavěnky dávivé (Carapichea ipecacuanha), z čehož je i odvozeno jeho jméno. V nižších dávkách je používán jako expektorans, ve vyšších k vyvolání zvracení, ovšem jeho použití je z hlediska moderní medicíny nedoporučováno.
Od roku 1965 jeho populární využívání ve Spojených státech amerických podpořilo rozhodnutí Úřadu pro kontrolu potravin a léčiv, které jej zařadilo mezi bezpředpisová léčiva. V té době jej jako první pomoc pro vyvolání zvracení doporučovala řada dalších amerických odborných organizací.
V modernější době je ovšem pro vyvolání zvracení při požití jedu hlavěnkový sirup považován za nevhodný z více důvodů. Jednak je sám mírně jedovatý a jak jeho nežádoucí účinky, tak symptomy z předávkování mohou komplikovat následující diagnózu ohledně původního zdravotního problému, jednak bylo vyzkoumáno, že při snaze snížit koncentraci požitého jedu bývá daleko efektivnější aktivní uhlí; mimo jiné protože zatímco hlavěnkový sirup působí pouze na jed v žaludku, aktivní uhlí působí i ve střevech.
Jako prostředek pro hubnutí pomocí zvracení je hlavěnkový sirup zneužíván při bulimii.